# 阿爾福茲維爾 (印地安納州)
阿爾福茲維爾（英語：Alfordsville）是一個位於美國印地安納州戴維斯縣的城鎮。

## 地理
阿爾福茲維爾的座標為38°33′40″N 86°36′52″W / 38.56111°N 86.61444°W，而該地的平均海拔高度為156米（即512英尺）。

## 人口
根據2010年美國人口普查的數據，阿爾福茲維爾的面積為0.18平方千米，當中陸地面積為0.18平方千米，而水域面積為0.00平方千米。當地共有人口101人，而人口密度為每平方千米561人。